# Cicle del cafè

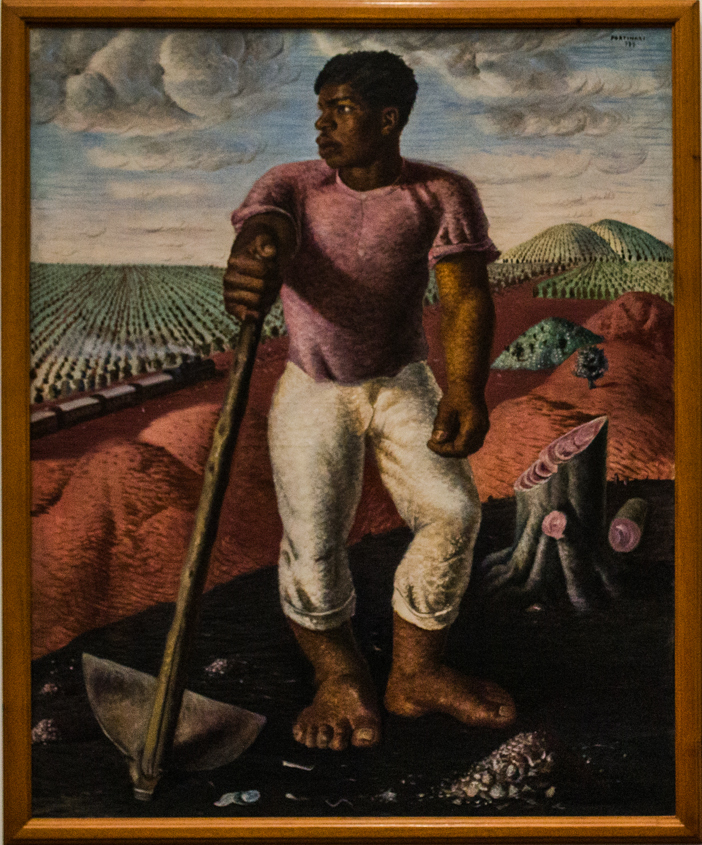
O Lavrador de Café, obra de Cândido Portinari (1939)

El cicle del cafè va ser un període de la història econòmica del Brasil, que va començar a mitjans del segle xix i va acabar el 1930, en què el cafè era el principal producte de l'economia brasilera. El cicle del cafè va succeir al cicle de l'or, que havia acabat després de l'esgotament de les mines unes dècades abans, i va posar fi a la crisi econòmica generada per aquest descens.
El cafè es va portar al Brasil l'any 1727, però mai es va produir a gran escala (es conreava principalment per al consum domèstic). La seva producció va quedar molt per darrere de la d'altres productes. El cafè només va augmentar per un escenari intern i extern favorable que va fer avantatjosa la seva plantació. La producció de cafè es va desenvolupar ràpidament al llarg del segle xix, de manera que cap a la dècada del 1850 ja era responsable de gairebé la meitat de les exportacions brasileres.
Per a la plantació de la planta del cafè (Coffea) es va escollir la regió centre-sud perquè ofereix les condicions meteorològiques més adequades i té el sòl més adequat, segons les necessitats del cafè. La primera gran regió cultivada va ser la Vall del Paraíba, i el treball al camp es feia amb mà d'obra esclava. Amb la decadència d'aquesta regió, el cafè es va portar a l'oest de São Paulo, on va trobar el seu segon lloc de cultiu important. S'hi va començar a utilitzar mà d'obra lliure, especialment la dels immigrants europeus (la majoria italians) que van arribar en gran nombre al país a finals del segle xix i principis del xx.
El cicle del cafè va deixar empremtes profundes al país, i les seves conseqüències encara avui són perceptibles. Va ser durant aquest període quan l'estat de São Paulo va assolir la primacia política i econòmica que té avui. El cafè també va donar un fort impuls a la industrialització, la construcció de ferrocarrils i la urbanització.

## Antecedents

### La decadència minera i la crisi econòmica
En els dos primers segles del període colonial, el Brasil tenia una economia exclusivament agrícola, i sempre hi havia un gran producte que era el centre de l'economia. Aquest va ser el cas durant el cicle del pal brasil, el cicle del sucre i el cicle del cotó. Aquest escenari només va canviar al segle xviii amb el descobriment d'or i diamants, iniciant l'anomenat cicle de l'or. A partir d'aleshores, l'agricultura va passar a un segon pla.
Tot i que no era un producte agrícola, es podia observar el mateix patró (l'or es va convertir en el principal producte de l'economia colonial fins a la seva decadència). Això va tenir lloc a la segona meitat del segle xviii, període que es va conèixer com el renaixement agrícola. Es va tornar a plantar, principalment, els mateixos productes que abans. Aquest retorn a l'agricultura es va deure principalment als següents motius:
- l'esgotament dels jaciments a causa de la quantitat i rapidesa amb què s'extreia l'or;[2]
- el ràpid desenvolupament de la societat europea al llarg del segle xviii;[3]
- l'augment de les activitats econòmiques i les relacions comercials al món en el mateix segle, presagi de la Revolució Industrial;[3] i més tard,
- l'obertura de ports, que va permetre al Brasil vendre els seus productes a països diferents de Portugal, afavorint un augment de la producció agrícola.[2]

El final del cicle de l'or també va generar una crisi econòmica, durant la qual el poder adquisitiu de la població va ser molt inferior al de l'època daurada de la mineria. Va ser una llarga crisi, que només va acabar al segle següent, durant el període de regència (1831-1840), amb l'auge del cafè, que substituiria l'or com a principal producte de l'economia brasilera. El cafè també va resoldre la crisi de la Independència. Al voltant de l'època de la Independència es va produir una crisi caracteritzada per un estancament durador de les exportacions.

### L'escenari extern que afavoria el cultiu del cafè
El cafè es conreava al Brasil des de feia molt de temps, des que Francisco Palheta el va portar al país l'any 1727. Des de llavors, el producte es va estendre per tot el territori brasiler, però no es conreava comercialment; estava destinat principalment al consum domèstic. La cultura del cafè va quedar molt per darrere de la del sucre i la del cotó. A més que el producte no tenia una gran importància als mercats mundials, el cafè era difícil de cultivar, ja que el cafè és una planta delicada que necessita molta cura; només prospera a determinades temperatures, necessita pluges regulars i un sòl adequat i triga quatre o cinc anys a créixer i produir gra.
Tanmateix, algunes raons expliquen per què es va tornar avantatjós plantar cafè:
- en els primers anys del segle xix, el cafè va tenir més demanda, convertint-se, fins i tot al segle xviii, en el principal producte de luxe dels països occidentals;
- Anglaterra i Països Baixos ja conreaven cafè a les seves colònies i venien el producte en grans quantitats;
- els Estats Units d'Amèrica, que consumien molt cafè, després d'haver aconseguit la independència, van reduir molt les compres del producte fet a les colònies angleses, començant a buscar-lo a un altre lloc. Brasil va ser escollit per la seva proximitat, sent el transport més fàcil.

## El cicle del cafè

### Propagació i cultiu del cafè
Es va començar a plantar cafè prop de la costa, en quantitats relativament reduïdes respecte a la que es produiria posteriorment. Les primeres plantacions van aparèixer a les valls de les muntanyes que envolten la ciutat de Rio de Janeiro. Les plantacions de cafè van seguir la costa, superant l'estat de Rio de Janeiro i arribant a São Paulo. A principis del segle xix, aquesta franja costanera ja era una important zona de producció de cafè.

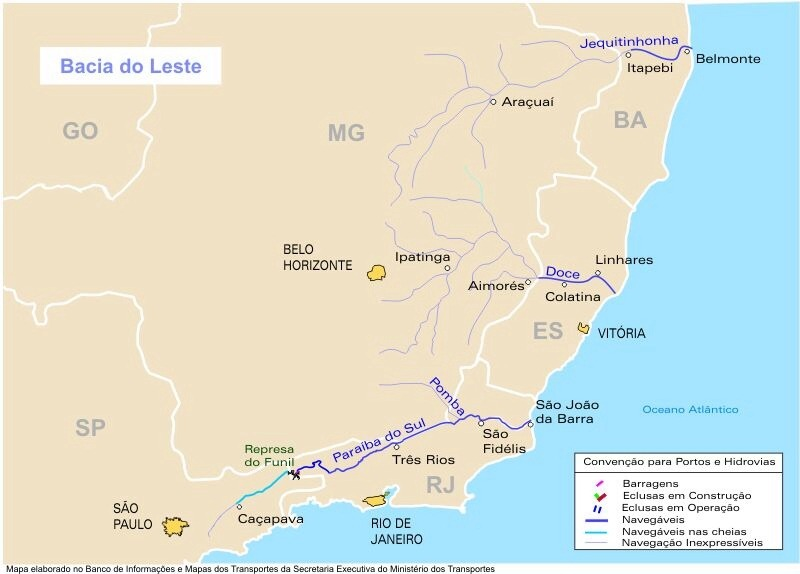
Riu Paraíba do Sul, en la part inferior del mapa

Però el primer gran escenari de la plantació de cafè va ser la vall del riu Paraíba (entre Rio de Janeiro i São Paulo). Després d'haver començat a cultivar-se l'any 1825, la vall va reunir, a mitjans del segle xix, la part més gran de la riquesa brasilera. Les plantacions seguien el patró de les grans plantacions estatunidenques: vastes finques de monocultiu que utilitzaven mà d'obra esclava. Remuntant el riu, les plantacions de cafè van arribar fins a São Paulo i a la regió fronterera de Minas Gerais.
Abans, el cafè es cultivava de manera inadequada:
| « | Fins cap al 1870, la conca del riu Paraíba va ser el principal centre productor de cafè. Però va passar el que ja havia passat a les terres del nord. Un cop més, ningú va pensar a tractar la terra, a conrear bé. Les fileres de cafè pujaven als turons, verticalment. Quan plovia, l'aigua corria per les sèquies entre una filera i una altra, endunt-se la terra. També es plantava sempre als mateixos llocs, sense deixar reposar el sòl. Els boscos van ser devastats, fent que la regió es tornés àrida, sense les mateixes pluges que abans. Aquella zona va començar a empobrir-se. I aquest territori, que s'havia fet molt ric, va començar a produir cada cop menys. Els homes van marxar i les plantacions van ser abandonades. | » |

Més tard, al final del cicle, el que ja havia passat amb altres productes al Brasil es repetiria amb el cafè: el cafè passaria per una fase d'intensa prosperitat, seguida d'una altra d'estancament i decadència. Aquesta davallada és provocada per l'esgotament dels recursos naturals a causa d'un sistema d'explotació intens i descuidat.
Es pot observar el mateix patró amb altres productes, com l'or, el sucre, el cotó i, a l'inici de la història colonial, el pal brasil. No només la forma de conreu era semblant a la de cicles anteriors, sinó que la finca mateixa tenia similituds amb models de propietat rural anteriors. Com els engenhos de sucre, la finca disposava d'unes instal·lacions que la convertien en una unitat quasi autosuficient.
La Vall del Paraíba va ser responsable de l'avanç del cafè fins al 1870, quan l'oest de São Paulo va superar la seva producció. Després que el sòl de la vall s'hagués esvaït, el cafè es va dirigir cap a l'interior, travessant la Serra do Mar i Mantiqueira, on va trobar l'altiplà de terra roxa, resultat de la descomposició de roques basàltiques d'origen volcànic, el millor tipus de sòl per als cafès.

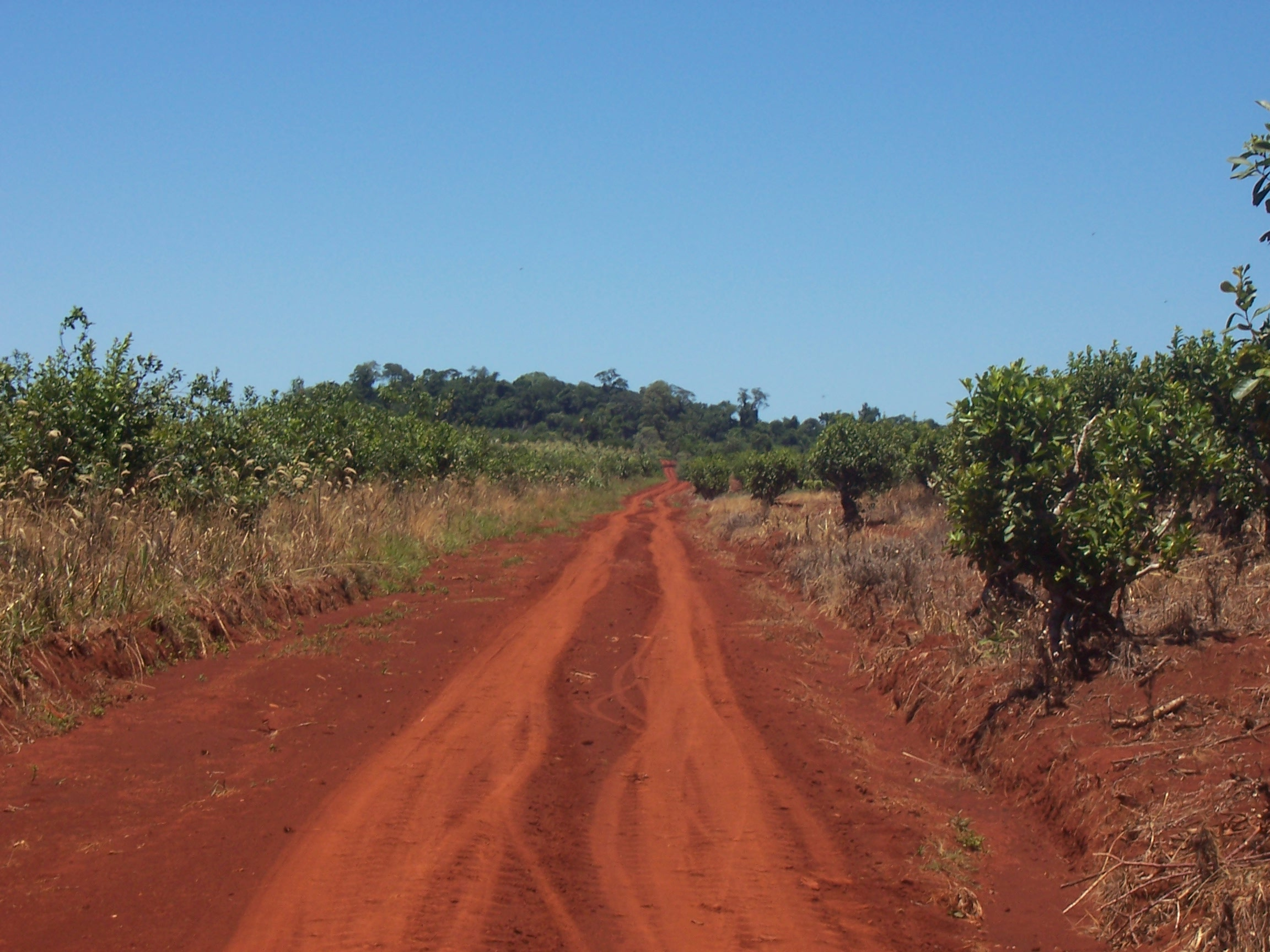
Terra roxa

A diferència de la Vall del Paraíba, a São Paulo hi havia grans altiplans, sobre els quals s'estenia enormes zones de conreu. Es va formar un mar de cafè. A finals del segle xix, el cafè també va arribar a l'extrem oest de l'estat de São Paulo. A l'oest de São Paulo es va invertir en mà d'obra lliure, sobretot immigrants que van arribar en gran nombre.

### La mà d'obra
A la Vall del Paraíba s'utilitzava mà d'obra esclava. Però amb la prohibició del comerç africà el 1850, l'adquisició de captius es va fer cada cop més difícil i cara. Durant un temps, els productors van poder confiar en el comerç interior, desviant els esclaus de les regions empobrides del nord cap al sud més pròsper. Però l'augment constant de la producció exigia un augment de la mà d'obra, i calia buscar alternatives per solucionar l'escassetat de mà d'obra.

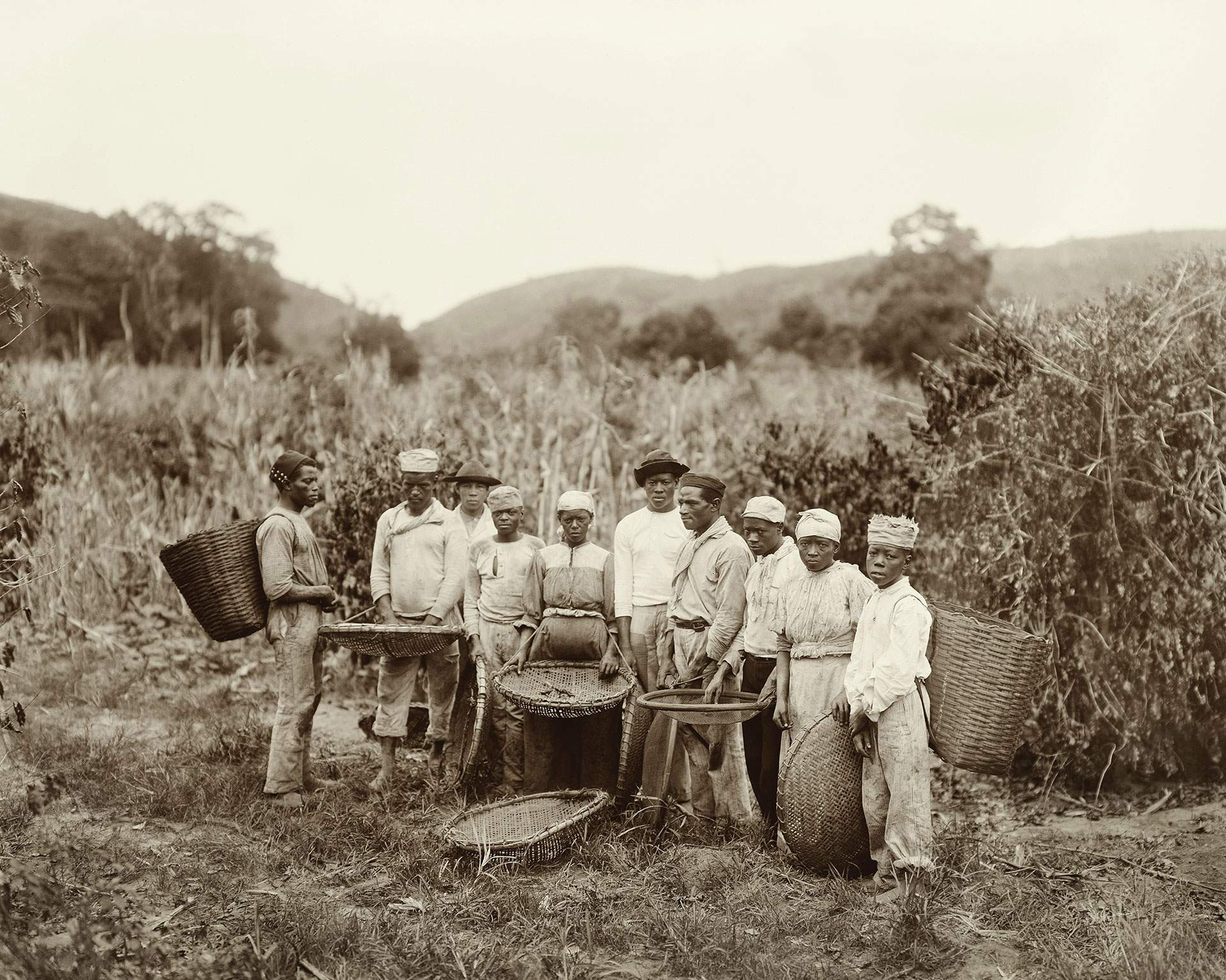
Esclaus fotografiats en una granja de cafè (c.1882)
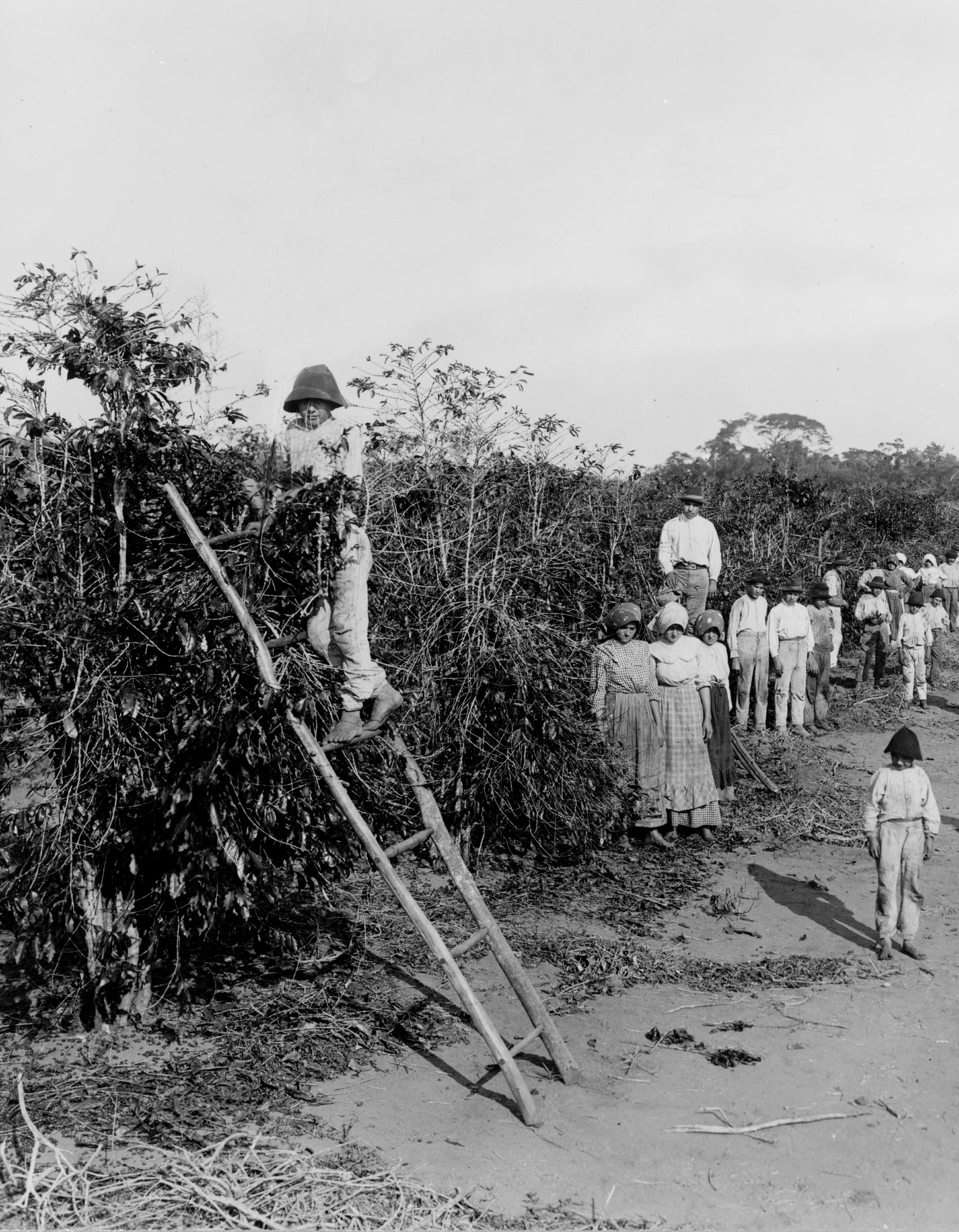
Imigrants italians (inicis del segle xx)

La solució va ser utilitzar mà d'obra lliure, primer mitjançant el règim de parceries, i més tard mitjançant el treball assalariat. El 1847, el senador Nicolau Vergueiro va portar colons europeus a les seves granges de São Paulo per treballar sota el règim de parceria o «meia» (meitat). En aquest sistema, el propietari cedeix la terra i el «meeiro» realitza la feina, repartint-se el producte final entre tots dos, meitat-meitat. El «meeiro», amb la seva meitat, també havia de pagar les seves despeses de roba, menjar, etc., obtinguts del propietari de les terres. En altres paraules, li quedava molt poc. Aquest sistema va ser el causant de la Revolta d'Ibicaba.
El sistema va ser adoptat per altres agricultors però no va tenir èxit. Aleshores, a partir de la dècada del 1870, amb el gran augment de les collites i amb la predicció d'una fi de l'esclavitud que no trigaria gaire, la gent va tenir més interès cap a l'adopció de la mà d'obra lliure, però aquesta vegada en règim de contractació assalariada, i ja no en el sistema de parceries. Van venir sobretot immigrants italians, ja que eren menys exigents que els alemanys, els suïssos i altres. Aquests immigrants (a l'inici de la República) ara eren portats dels seus països d'origen amb ajuts oficials, i van trobar el suport suficient per a la seva instal·lació definitiva. La forma de pagament també era diferent. En general, els colons rebien un salari fix anual més una quota en el moment de la collita, que era variable. A més, tenien dret a conrear petites superfícies en benefici propi.
Com s'ha dit abans, el cultiu del cafè a la Vall del Paraíba es basava en tècniques rudimentàries. El treball esclau va ser precisament cosa que va fer que la producció continués sent rudimentària, ja que aquest règim de treball no és un estímul per a la innovació. A l'oest de São Paulo, en canvi, els «barons del cafè» tenien un major esperit emprenedor. En aquesta regió:
| « | […] es van produir canvis en el processament del cafè, pas realitzat després de collir i assecar els grans. Les màquines modernes, com les despolpadores, els ventiladors i els separadors, realitzaven per elles mateixes la tasca que, abans, requeria el treball de fins a noranta esclaus. També va augmentar la productivitat mitjana de les granges i la qualitat final del producte, que va començar a tenir millors preus que els seus competidors de la Vall del Paraíba. Els costos van disminuir. | » |

### Estadístiques
El cereal va ser la principal exportació del país durant gairebé 100 anys. Durant l'Imperi, el Brasil es va convertir en el primer productor mundial de cafè, amb més del 60% de totes les exportacions del país. A partir de 1860, la balança comercial brasilera va mostrar saldos positius; és a dir, el país venia més del que comprava, cosa poc habitual per a l'època, ja que el país en general importava més del que exportava, ja que necessitava productes industrialitzats i manufacturats de països més desenvolupats.
Aquest desenvolupament va seguir durant la República (iniciada el 1889). Durant els primers anys del nou règim, a São Paulo, el nombre de plantes de cafè va passar de 220 milions el 1890 a 520 milions el 1900. Més de la meitat del cafè consumit al món era brasiler. D'altra banda, tota aquesta plantació de cafè (que ja no era el mar de cafè, sinó oceà de cafè) va provocar una sobreproducció, iniciant la davallada del cicle del cafè.

### El declivi del cicle
La sobreproducció provocada per l'oceà de cafè va iniciar un llarg procés de declivi en el cicle, que es prolongaria durant unes dècades. La quantitat de cafè a comercialitzar va superar la demanda, tant interna com externa. Aquest excés de producció va generar dos problemes principals:
- la caiguda dels preus; a causa de la llei de l'oferta i la demanda; i
- la formació d'existències no comercialitzables; Com que els mercats interior i exterior estaven saturats, i la producció superava la demanda, aquest excés de cafè s'anava acumulant cada cop més. Per exemple, el 1905, l'estoc no venut era d'11 milions de sacs, o 660 milions de quilograms, equivalent a aproximadament el 70% del consum mundial anual de l'època.

Es va poder eludir la crisi de la sobreproducció durant algun temps. Per exemple, el govern de São Paulo va establir un impost a les noves plantacions. Però el que més va contribuir a reduir la producció va ser el poc interès per part dels productors, ja que produir més suposava augmentar les existències i tenir més dificultats per vendre. Així, la producció es va reduir a la meitat en dues dècades: del 1901 al 1910 es van plantar 150 milions de noves plantes de cafè, mentre que en la dècada anterior es van plantar 300 milions.
L'any 1906 va sorgir el Conveni de Taubaté, un acord entre els principals estats productors de cafè que va determinar el govern a comprar els excedents de producció, perquè els productors no patissin pèrdues. Les compres de cafè per part del govern, així com la crema de les seves existències, van ser pràctiques habituals durant tot el període de declivi del cicle. Aquesta intervenció de l'Estat a favor d'una classe de productors rurals va augmentar la concentració de la renda al país i va retardar el desenvolupament d'altres sectors, com el sector industrial, a més d'ajornar la fi del cicle del cafè, que no va succeir fins a l'inici de la Revolució de 1930.

Mapa de les zones productores de cafè al Brasil (en color taronja)
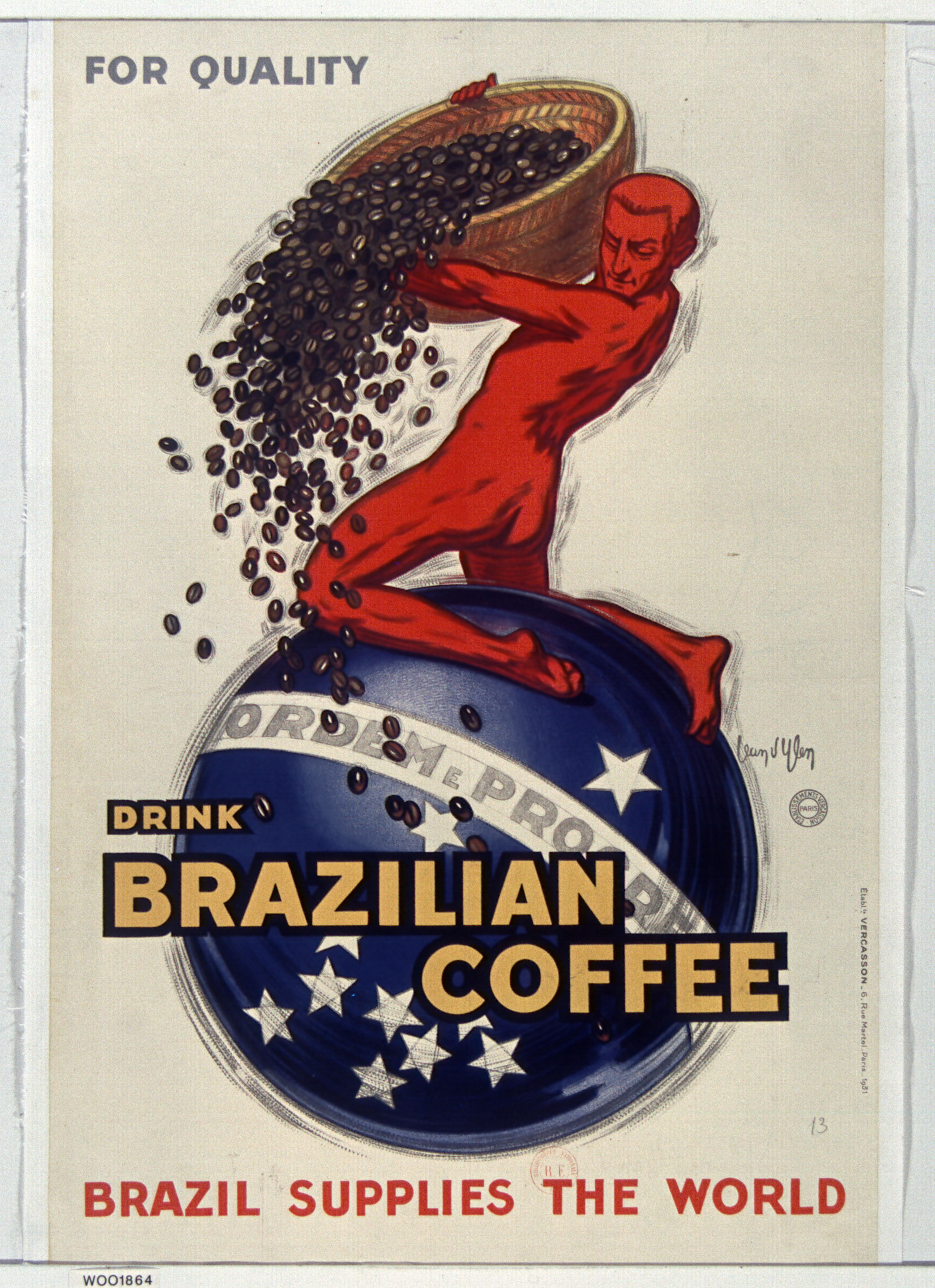
Anunci parisenc (1931), de l'artista francès Jean d'Ylen. El cartell va acompanyat d'un text que diu: Per qualitat, beu cafè brasiler. El Brasil subministra el món

Després de la Primera Guerra Mundial, el govern va canviar d'estratègia; ja no compraria cafè, només en regularia la distribució, i ho faria a través de l'Institut del Cafè. A aquesta institució se li va permetre retenir el cafè excedent. Va evitar que l'oferta de cafè brasiler als mercats internacionals superés la demanda, venent el cafè en el moment adequat. Amb això, tenia control sobre el preu del producte. A partir de 1926, l'Institut va començar fins i tot a augmentar els preus del producte en el mercat internacional augmentant la retenció de la mercaderia. Aquesta estratègia tampoc va tenir èxit, i es va agreujar encara més per l'inici de la gran crisi econòmica, la Gran Depressió. Amb aquesta crisi, els Estats Units d'Amèrica i Europa van reduir molt les seves compres de cafè, perjudicant molt les exportacions del producte.
El cafè era tan important en l'economia nacional, i la seva crisi era tan severa que, preguntat qui dirigiria la revolució contra el president Washington Luís, João Neves da Fontoura, va respondre: «El General Café». El periodista Assis Chateaubriand també va afirmar que «El General Café era l'enemic de l'ordre constituït». La revolució que va posar Getúlio Vargas al poder i va treure del poder a Washington Luís va ser coneguda més tard com la Revolució de 1930. Fins i tot amb el final del cicle, el cafè no va desaparèixer d'un dia per l'altre; la planta va continuar jugant un paper important en l'escenari econòmic del país.

## Conseqüències

### Desenvolupament i industrialització de São Paulo
L'impacte del cafè va ser incalculable. El cicle del cafè va donar lloc al lideratge de l'estat de São Paulo en els àmbits polític i econòmic. L'estat va veure augmentar la seva població molt ràpidament i es va convertir en el líder industrial del país. Els diners acumulats amb les exportacions de cafè va ser un dels factors que va permetre al país iniciar una fase de progrés, portant les primeres indústries, tot i que Brasil continuava sent un país agrícola amb una estructura econòmica de caràcter colonial.
L'any 1907, en el primer cens general de les indústries brasileres, São Paulo tenia el 16% dels establiments industrials, darrere del llavors Districte Federal (Rio de Janeiro). Tanmateix, amb l'augment de la població i el desenvolupament del cafè, l'estat es va convertir ràpidament en responsable del 40% de la producció industrial del Brasil.

### El declivi dels«barons del cafè»

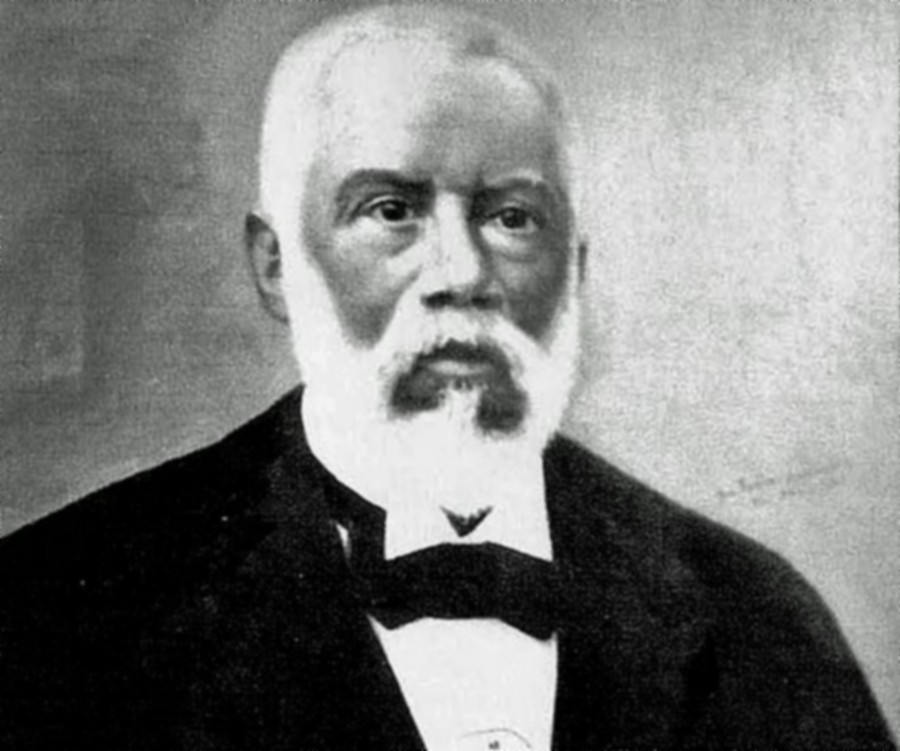
Francisco Paulo de Almeida (1826-1901), un dels barons del café més rics, l'únic Barão de Guaraciaba, títol concedit per la Princesa Isabel.

Amb el final del cicle, també va acabar l'última gran elit social del Brasil; després dels propietaris de les plantacions i dels grans miners, hi havia els anomenats «barons del cafè». La baronia va acabar sent una mena de legitimació del poder local, convertint-se en intermediaris entre el poble i el govern.
Pere II va repartir el títol de baró (barão) en una proporció significativament més gran que els que li van precedir al tron. L'últim any de la monarquia, 1889, el Brasil tenia 316 barons del cafè. Aquest honor es dedicava habitualment als terratinents que es distingien per la riquesa material. Així, la baronia esdevingué un segell distintiu d'aquesta classe. Aquestes mesures del monarca pretenien mantenir el suport de l'elit al règim, sobretot després de la promulgació de la Llei Àuria.
Després d'aquesta llei, la concessió de títols va augmentar de manera espectacular. Tot i així, molts barons del cafè van donar suport al cop militar que va establir el règim republicà al Brasil.

### La migració forçada d'esclaus
Amb la prohibició del tràfic d'esclaus amb Àfrica l'any 1850, va ser necessari recórrer al tràfic intern. Aquest tràfic es va produir entre el nord-est, on les plantacions de canya de sucre estaven en declivi, i les regions productores de cafè del sud-est, especialment la Vall del Paraíba. Va ser la migració forçada més gran de la història del Brasil.
Aquesta migració va generar importants canvis demogràfics. D'una banda, el nombre d'esclaus al nord-est va passar de 774.000 a 435.000 entre 1864 i 1874. D'altra banda, el nombre d'esclaus va passar de 645.000 a 809.000 a les zones productores de cafè del sud-est. La diferència va ser més gran a l'estat de São Paulo, que va duplicar el nombre d'esclaus (de 80.000 a 174.000).
El tràfic intern era una font important d'ingressos fiscals per al govern. El 1862, els impostos sobre la sortida dels esclaus representaven la major part dels ingressos a l'estat d'Alagoas.

### La creació de ferrocarrils

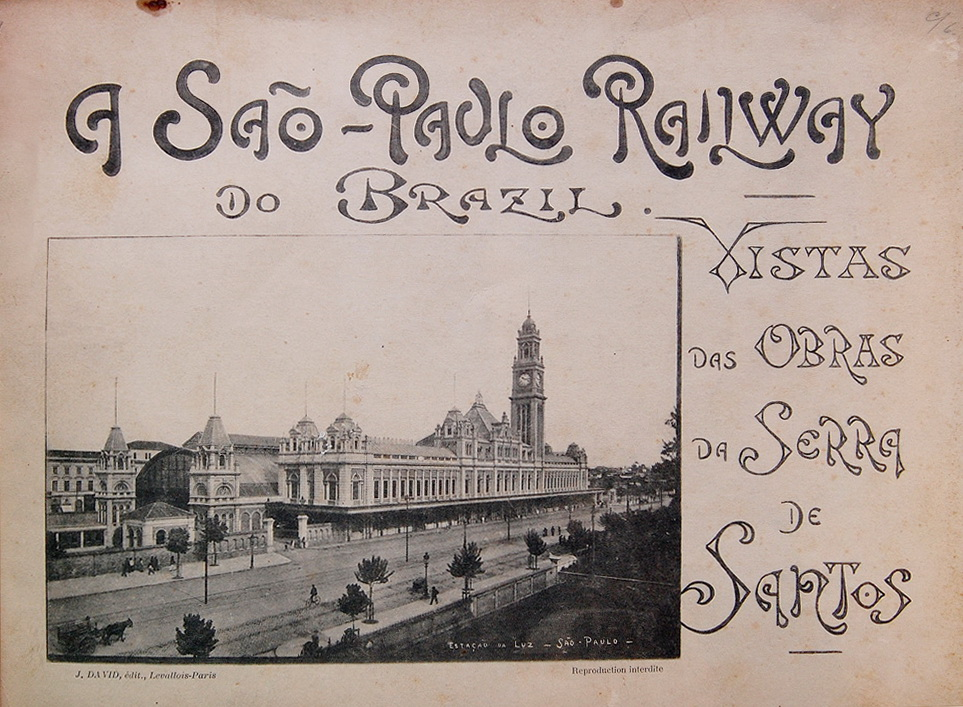
El São Paulo Railway, el primer ferrocarril de São Paulo. La via era l'encarregada de connectar la capital provincial amb el port de Santos, una de les principals sortides de cafè per a l'exportació

Els cultius van donar un gran impuls a la creació d'una xarxa ferroviària capaç de gestionar el flux del producte cap als ports de Rio de Janeiro i São Paulo. L'any 1854 es va construir el primer ferrocarril del Brasil, per iniciativa de l'aleshores Barão de Mauá, connectant la platja d'Estrela (a Rio de Janeiro), amb la serra de Petrópolis. Els vagons eren tirats per la locomotora Baroneza. Si aquell any el país només tenia 14,5 km de ferrocarrils, l'any 1899 aquesta xifra va pujar a 14.000 quilòmetres. Prop d'uns 8.700 km es trobaven a la regió del cafè.
Aleshores es va construir el Ferrocarril Dom Pedro II (més tard anomenat Ferrocarril Central del Brasil), el Santos-Jundiaí, entre d'altres.
El 1860 es va construir el ferrocarril que connectava São Paulo amb el port de Santos i la producció va créixer ràpidament a la província durant les dècades 1880 i 1890. El 1894, la producció que passava pel port de Santos va superar la de Rio de Janeiro i va fer que aquest port fos el centre exportador de cafè més gran del món.
Aquests ferrocarrils estaven finançats, en part, amb capital britànic. El cicle del cafè va facilitar l'accés de béns i capitals d'Anglaterra a l'economia brasilera a través de les pressions polítiques i econòmiques d'aquest país al Brasil. Aquest procés va contribuir a l'establiment d'una balança de pagaments, l'equilibri de la qual es va sostenir principalment per l'exportació de productes primaris, especialment el cafè, que va succeir al cicle del sucre en termes d'una agenda d'exportació predominantment agrícola al país.
A més, l'expansió del ferrocarril enmig dels centres de producció de cafè va accelerar la dependència de les zones rurals dels nuclis urbans, deixant el domini agrari de ser una «baronia» per transformar-se progressivament en un «centre d'explotació industrial». Una prova del major protagonisme i importància de la ciutat és el fet que, mentre que els engenhos de sucre eren la llar del propietari de la plantació, les plantacions de cafè eren vistes com una font d'ingressos i un mitjà per guanyar-se la vida, i els grans terratinents vivien a les ciutats. Això va crear un marcat contrast amb el passat de la colònia. Abans, les ciutats estaven pràcticament abandonades. Els propietaris dels engenhos les visitaven només de tant en tant, i es pot dir que la ciutat vivia a costa del camp, i no el camp de la ciutat, que és més habitual.

## Més enllà del cafè
Malgrat la supremacia del cafè, altres productes agrícoles van mantenir la seva importància durant l'Imperi. El sucre va continuar sent el segon producte més exportat, malgrat la forta competència de les Antilles i del sucre de remolatxa elaborat a Europa.
El sucre va romandre en segon lloc fins al 1860, quan el cotó el va superar. La prosperitat del cotó en aquella època es deu a la guerra de secessió als Estats Units (dècada del 1860), en la qual la producció de cotó d'aquell país va caure bruscament, fent que els seus compradors busquèssin al Brasil.
El cautxú també va tenir un període de prosperitat a finals del segle xix, provocant un augment del progrés a l'Amazònia i conduint molta gent del nord-est a aquesta regió. Al nord-est ja se sentia una pobresa extrema, i aquests sertanejos buscaven millors condicions de vida. La creixent indústria de l'automòbil als Estats Units d'Amèrica i Anglaterra va donar impuls a aquest producte.
| Dècada | Cafè | Sucre | Cotó | Tabac | Cacau | Catxú |
| ------ | ---- | ----- | ---- | ----- | ----- | ----- |
| 1830   | 43,8 | 24,0  | 10,8 | 1,9   | 0,6   | 0,3   |
| 1840   | 41,4 | 26,7  | 7,5  | 1,8   | 1,0   | 0,4   |
| 1850   | 48,8 | 21,2  | 6,2  | 2,6   | 1,0   | 2,3   |
| 1860   | 45,5 | 12,3  | 18,3 | 3,0   | 0,9   | 3,1   |
| 1870   | 56,6 | 11,8  | 9,5  | 3,4   | 1,2   | 5,5   |
| 1880   | 61,5 | 9,9   | 4,2  | 2,7   | 1,6   | 8,0   |
| 1890   | 64,5 | 6,0   | 2,7  | 2,2   | 1,5   | 15,0  |

Productes com el tabac, la yerba mate i el cuir també es van desenvolupar durant el cicle del cafè.